# Tyttobrycon dorsimaculatus
Tyttobrycon dorsimaculatus är en fiskart som beskrevs av Géry, 1973. Tyttobrycon dorsimaculatus ingår i släktet Tyttobrycon och familjen Characidae. Inga underarter finns listade i Catalogue of Life.